# Hilfsbetriebeumrichter
Als Hilfsbetriebeumrichter (HBU) oder auch Bordnetzumrichter bezeichnet man den Stromrichter eines Triebfahrzeuges, der die Versorgung der Nebenaggregate mit elektrischer Energie sicherstellt. Für die Fahrmotoren hingegen ist der Traktionsstromrichter zuständig. Mit der Entwicklung von Hilfsbetriebeumrichtern wurde es möglich, auf einfache und verschleißarme Weise ein Drehstrom-Bordnetz einzuführen, sodass Drehstrom-Asynchronmotoren mit Kurzschlussläufer als Antriebe für die Nebenaggregate verwendet werden können. Im Vergleich zu Einphasen-Reihenschlussmotoren haben diese aufgrund des fehlenden Kommutators geringere Anschaffungs- und Wartungskosten, eine geringere Masse, einen geringeren Platzbedarf und sind robuster. Legt man die Netzspannung des Hilfsbetriebeumrichters auf das übliche Spannungsniveau des Niederspannungsnetz (in Europa beispielsweise 230/400 Volt), können handelsübliche elektrische Geräte verwendet werden.
Bei elektrischen Triebfahrzeugen in Wechselstromnetzen wird der Hilfsbetriebeumrichter in der Regel aus einer besonderen Anzapfung des Haupttransformators gespeist; bei Gleichstromnetzen direkt aus der Fahrleitung. Bei Mehrsystemfahrzeugen ist eine Speisung aus dem Haupttransformator nicht möglich, da dieser im Gleichstrombetrieb ohne Funktion ist. Daher wird der Hilfsbetriebeumrichter bei Mehrsystemfahrzeugen direkt aus dem Zwischenkreis des Traktionsstromrichters gespeist.
Moderne Dieseltriebfahrzeuge mit elektrischer Leistungsübertragung in Umrichtertechnik sind auch mit Hilfsbetriebeumrichtern ausgerüstet. Dabei wird der Wechselrichter des Hilfsbetriebeumrichters direkt aus dem Zwischenkreis des Traktionsstromrichters gespeist.
Aus Redundanzgründen sind viele moderne Triebfahrzeuge in Drehstromtechnik mit zwei Hilfsbetriebeumrichtern ausgestattet. Damit besteht die Möglichkeit, zwei getrennte Drehstromnetze aufzubauen. Ein Hilfsbetriebeumrichter arbeitet dabei mit veränderlicher Frequenz und versorgt die lastabhängig drehzahlvariablen Verbraucher (Fahrmotorlüfter, Kühlanlagenlüfter etc.), wodurch diese bedarfsgerecht gesteuert werden können, was zur Einsparung von Energie und zur Reduzierung von Lärm führt. Der zweite Hilfsbetriebeumrichter arbeitet mit konstanter Frequenz und versorgt alle anderen Verbraucher. Bei Ausfall eines Hilfsbetriebeumrichters, wird die gesamte Versorgung durch den verbliebenen Hilfsbetriebeumrichter mit konstanter Frequenz durchgeführt.
Vor der Einführung der Umrichter wurden die Hilfsbetriebe bei Wechselstromtriebfahrzeugen mit Einphasen-Wechselstrom aus einer besondere Anzapfungen des Haupttransformators oder bei Gleichstromtriebfahrzeugen mit Gleichstrom direkt aus der Fahrleitung versorgt. Sollte Drehstrom zur Stromversorgung der Hilfsbetriebe genutzt werden, musste dieser durch einen rotierenden Umformer oder bei 50-Hz-Netzen mithilfe eines Arnó-Umformer erzeugt werden.

## Typische Nebenaggregate
- Druckluftversorgung (Luftpresser zur Drucklufterzeugung u. a. für die Bremsen)
- Kühleinrichtungen (Fahrmotorlüfter, Lüfter für Öl- und Wasserkühler, Öl- und Wasserpumpen etc.)
- Elektrische Versorgung des Bordnetzes
- Batterieladegerät (bei einigen Wechselstromfahrzeugen wird das Batterieladegerät aber auch über eine gesonderte Transformatoranzapfung versorgt)
- Klimaanlage